# Jonas Barros
Jonas Ferreira Barros (Cuiabá, 1967), mais conhecido como Jonas Barros, é um artista plástico, pintor, desenhista e objetista autodidata brasileiro. Começou sua vida artística em 1986 e, desde então, participou de várias exposições em Mato Grosso e outros estados do Brasil, além de ter integrado exposições na Europa. Foi vencedor de vários prêmios. Sua obra foi descrita como tendo uma preocupação em retratar o cotidiano ao seu redor.

## Biografia
Jonas Barros nasceu em Cuiabá em 1967 e desde a infância demonstrou interesse pela arte, iniciando sua jornada por meio do desenho. Seu talento foi aprimorado ao longo dos anos, especialmente através do contato com artistas mato-grossenses, como Benedito Nunes, Dalva de Barros e Gervane de Paula. Em 1986, participou de sua primeira exposição, o Salão Jovem Arte Mato-grossense. A partir daí, consolidou sua presença no cenário artístico, exibindo suas obras em diversas mostras em Mato Grosso, em outros estados brasileiros e até na Europa. Ao longo de sua carreira, conquistou prêmios significativos, destacando-se no meio artístico, mesmo sem ter frequentado uma escola técnica.

### Vida Pessoal
Além da carreira artística, Jonas Barros também se interessa por gestão rural e ciclismo. Atualmente, reside na Fazenda São José do Curralzinho, em Nobres, Mato Grosso.

## Carreira
Jonas Barros participou de sua primeira exposição em 1986, no Salão Jovem Arte Mato-grossense. No ano seguinte, integrou a mostra Por Uma Identidade Ameríndia, no IV Salão de Mato Grosso do Sul, em Campo Grande. Em 1989, apresentou suas obras no IX Salão de Artes de Presidente Prudente, São Paulo. Em 1990, viajou para a França, onde passou cerca de um mês visitando museus em Paris, experiência que ampliou sua compreensão sobre a complexidade do mundo da arte. Em 2003, participou da exposição El Amazonas, no Museu Nazionale di Castel Sant’Angelo, em Roma, Itália, que reuniu pinturas, artesanato indígena, joias e fotografias de diversos artistas latino-americanos. Barros foi o único brasileiro a expor telas no evento. Sua última mostra internacional ocorreu em 2018, na exposição Le Marché de Photo, Les Pratiques Emergentes entre Le Brésil et la France – Réalisation Iande, na Galerie Collection Privée, em Paris. Seu trabalho se destaca pelo forte vínculo com seu entorno, retratando cenas urbanas e rurais de maneira singular. Além dos desenhos, Barros também se dedica à escultura, sendo a obra Bichos de Duas Cabeças um de seus destaques. Composta por figuras de peixes de três a seis metros de comprimento, a instalação está situada em uma avenida de Cuiabá.

## Prêmios
- Fundação Cultural no I Salão Mato-grossense de Artes Plásticas (1989)[6]
- Aquisição no XII Salão Jovem Arte Mato-grossense (1990)[2]
- Aquisição no XIV Salão Jovem Arte Mato-grossense (1994)[2]
- Aquisitivo da Secretaria de Cultura de Cuiabá (1999)[2]
- Grande Prêmio no Salão de Arte Mato-grossense (2005)[3]